# Liste der Mitglieder der Landstände von Waldeck 1814–1816
Diese Liste nennt die Mitglieder der Landstände von Waldeck 1814–1816.

## Einleitung

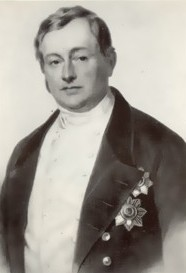
Fürst Georg II. von Waldeck-Pyrmont

Am 28. Januar 1814 erließ Fürst Georg Heinrich eine Verfassung, das Organisationsedikt. In dieser oktroyierten, d. h. ohne Mitwirkung der Stände oder des Volkes zustande gekommenen Verfassung vollzog Georg Heinrich die staatsrechtliche Vereinigung des Fürstentums Waldeck mit dem seit 1807 als Fürstentum bezeichneten Pyrmont. Er bestätigte die Rechte der Waldeckschen Landstände und wies an, dass nun auch vier Mitglieder aus Pyrmont diesen beigeordnet werden sollten.
Für die Abgeordneten des 1814er Landtags siehe die Liste der Mitglieder der Landstände von Waldeck und Pyrmont 1814. Die Verfassung rief unter den Waldeckschen Ständen einen Sturm des Protestes hervor. Der Präsident der Landstände Carl Friedrich von Dalwigk war Wortführer der Opposition, die letztlich durchsetzte, dass Georg Heinrich in der Konvention vom 3. Juli 1814 die staatsrechtliche Trennung Waldecks und Pyrmonts bestätigen musste.
1814 und 1815 fanden Landstände (Deputationstage) nach altem Recht, also nur mit Waldecker Vertretern statt. Die Beratungen 1814–1816 erfolgten überwiegend im Umlaufverfahren. Der Landtag trat erst am 28. März 1816 in Arolsen zusammen und wurde am 10. April 1816 geschlossen. Ergebnis der Verhandlungen zwischen Fürst und Ständen war die Landständische Verfassungsurkunde für das Fürstentum Waldeck vom 19. April 1816, der sogenannte Landesvertrag. Darin wurde in Bezug auf den Landtag weitgehend auf das bestehende Recht verwiesen. Eine Vertretung Pyrmonts war nicht mehr vorgesehen.

## Liste
Die Mitglieder waren:
| Abgeordneter                               | Wohnort                       | Stand           | Anmerkungen |
| ------------------------------------------ | ----------------------------- | --------------- | --- |
| Theodor Beinhauer                          | Rhoden                        | kleinere Städte | Eintritt als Nachfolger von Friedrich Gercke und Vereidigung am 28. März 1816 |
| Justus Braun                               | Freienhagen                   | kleinere Städte | Ausgeschieden im Herbst 1814. Nachfolger war Friedrich Lippe |
| Friedrich Ludwig Buhl                      | Korbach                       | Bürgermeister   | Buhl war bereits von 1800 bis 1810 Landstand gewesen. Ab dem 18. März 1816 war er als Nachfolger von Georg Schönhard erneut Landstand |
| Alexander Felix von Dalwigk zu Lichtenfels | auf Züschen                   | Ritterschaft    | Landstand ab 1810. War auf dem Landtag 1816 entschuldigt |
| Carl Friedrich von Dalwigk                 | auf Campf und Sand            | Ritterschaft    | Landstand ab 1810. War auf dem Landtag 1816 entschuldigt |
| Conrad Döhne                               | Sachsenhausen                 | kleinere Städte | Eingetreten Frührjahr/Sommer 1815 als Nachfolger von Johannes Scheid |
| Christoph Emde                             | Züschen                       | kleinere Städte | Ausgeschieden Herbst 1814. Nachfolger war Valentin Rode |
| Christian Philipp Esau                     | Mengeringhausen               | Bürgermeister   | Er war bereits bis 1793, 1808 bis 1809 und nun ab 1815 Landstand |
| Georg Heinrich Freund                      | Fürstenberg                   | kleinere Städte | Eingetreten im Herbst 1814 für Franz Schaaf |
| Werner von Gaugreben                       | auf Goddelsheim I             | Ritterschaft    | Eintritt und Vereidigung am 28. März 1816 |
| Friedrich Gercke                           | Rhoden                        | kleinere Städte | ausgeschieden 1815 oder 1816. Nachfolger wurde Theodor Beinhauer |
| Ludewig von Hanxleden                      | auf Gershausen                | Ritterschaft    | Landstand bereits vor 1814. Nach seinem Tod am 26. Januar 1815 wurde Wilhelm von Hanxleden sein Nachfolger |
| Wilhelm von Hanxleden                      | auf Gershausen                | Ritterschaft    | Nach seinem Tod von Ludewig von Hanxleden am 26. Januar 1815 wurde Wilhelm von Hanxleden sein Nachfolger. Eintritt und Vereidigung am 28. März 1816 |
| Moritz Heller                              | Niederwildungen               | Bürgermeister   | Eingetreten am 18. März 1816 als Nachfolger von Heinrich Schalck |
| Johann Hertzog                             | Waldeck                       | kleinere Städte | Schied im Herbst 1814 aus. Nachfolger wurde Christian Höhle |
| Christian Höhle                            | Waldeck                       | kleinere Städte | Eingetreten für Johann Hertzog im Herbst 1814 |
| Burghard Hoos                              | Altwildungen                  | kleinere Städte | |
| George Ise                                 | Landau                        | kleinere Städte | Schied im Herbst 1814 aus. Nachfolger wurde Johann Daniel Saure. Im Herbst 1815 kehrte er als Nachfolger von Johann Daniel Saure in die Landstände zurück |
| Friedrich von Leliwa                       | auf Freienhagen (Burggut)     | Ritterschaft    | Landstand ab 1799 |
| Johann Jacob Leonhardi                     | auf Mengeringhausen (Burggut) | Ritterschaft    | Landstand ab 1781 |
| Friedrich Lippe                            | Freienhagen                   | kleinere Städte | Trat im Herbst 1814 für Justus Braun ein |
| Philipp Menckel                            | Sachsenberg                   | kleinere Städte | |
| Carl Theodor Milchling von Schönstadt      | auf Helmighausen              | Ritterschaft    | War auf dem Landtag 1816 entschuldigt |
| Wilhelm Müller                             | Sachsenhausen                 | kleinere Städte | ausgeschieden 1815. Nachfolger wurde Johannes Scheid |
| Carl von Padberg                           | auf Ottlar (Helmighausen)     | Ritterschaft    | Landstand ab 1810 |
| Valentin Rode                              | Züschen                       | kleinere Städte | Er war bereits ab etwa 1798 Landstand und später ausgeschieden. Eingetreten im Herbst 1814 für Christoph Emde. |
| Friedrich Rothe                            | Korbach                       | Stadtsekretär   | |
| Friedrich Rube                             | Korbach/Rhena                 | Ritterschaft    | war de jure als Vertreter für seine Frau und den minderjährigen späteren Landstand Carl von Benning Landstand. Auf dem Landtag war er entschuldigt. Er trat am 20. Juli 1816 ein und wurde vereidigt-                                                                                                 |
| Johann Daniel Saure                        | Landau                        | kleinere Städte | Von Herbst 1814 bis Herbst 1815 anstelle von George Ise |
| Franz Schaaf                               | Fürstenberg                   | kleinere Städte | Ausgeschieden im Herbst 1814. Nachfolger wurde Heinrich Freund |
| Henrich Schalck                            | Niederwildungen               | Bürgermeister   | Landstand ab 1805. Ausgeschieden 1816. Nachfolger wurde Moritz Heller |
| Johannes Scheidt                           | Sachsenhausen                 | kleinere Städte | Eingetreten 1815 für Wilhelm Müller. Ausgeschieden 1816. Nachfolger wurde Conrad Döhne |
| Georg Schönhard                            | Korbach                       | Bürgermeister   | Eingetreten Herbst 1814 für Heinrich Ernst Wigand |
| Daniel Schreiber                           | auf Lengefeld (Eilhausen)     | Ritterschaft    | Landstand ab 1812 |
| Louis Seehausen                            | Niederwildungen               | Stadtsekretär   | Landstand ab 1797 |
| Carl August Severin                        | auf Mengeringhausen (Freigut) | Ritterschaft    | Landstand ab 1801. Aufgrund seiner wirtschaftlichen Lage (die später zum Konkurs führte) nahm er nicht am Landtag teil und wurde auch nicht auf der Liste der Landstände geführt. Erst 1835 wurde mit Wilhelm Engelhard wieder ein Besitzer des ehemaligen Gaugrebenschen Gutes als Landstand geführt |
| Christian Speirmann                        | auf Cappel (Arolsen)          | Ritterschaft    | Landstand vor 1814. Er nahm nur an der Eröffnung des Landtags teil, um Konflikte mit seinen Amtsgeschäften zu vermeiden |
| Carl von Vultée                            | auf Adorf                     | Ritterschaft    | War auf dem Landtag 1816 entschuldigt |
| Georg Wagener                              | auf Schloss Reckenberg        | Ritterschaft    | Eintritt und Vereidigung am 28. März 1816 |
| Theodor Waldschmidt                        | Mengeringhausen               | Stadtsekretär   | Landstand ab 1801 |
| Heinrich Ernst Wigand                      | Korbach                       | Bürgermeister   | Ausgeschieden Sommer 1814. Nachfolger wurde Georg Schönhard |
| Louis von Zerbst                           | auf Goddelsheim II            | Ritterschaft    | Wurde am 22. Oktober 1814 als Landstand vereidigt, nachdem sein Onkel Louis von Zerbst am 3. Juli 1814 verstorben war. Er blieb bis 1814 Landstand, nahm aber nie an den Beratungen teil |